# 查孜乡
查孜乡（藏語：ཚྭ་རྩེ་）是中华人民共和国西藏自治区日喀则市昂仁县的一个乡镇级行政单位。该乡海拔4787米（15708英尺）。该地气候寒冷，面积2100平方千米，人口约600人。年平均温度在4摄氏度左右。

## 行政区划
查孜乡下辖以下地区：
查孜村、加布钦村、那地村、夏隆村和唐琼村。